# Zedlitzberg
Zedlitzberg je naselje v Občini Sokovo v Okraju Trg na Koroškem v Avstriji.